# Chionea catalonica
Chionea catalonica är en tvåvingeart som först beskrevs av Gilbert Charles Bourne 1979.  Chionea catalonica ingår i släktet Chionea och familjen småharkrankar. Inga underarter finns listade i Catalogue of Life.